# 9007 Джеймс Бонд
9007 Джеймс Бонд (9007 James Bond) — астероїд головного поясу, відкритий 5 жовтня 1983 року.
Тіссеранів параметр щодо Юпітера — 3,460.